# شهرستان سوخ
ناحیهٔ سوخ (به ازبکی: Sokh District) یک ناحیه بروم‌بوم ازبکستان است که در داخل قرقیزستان قرار دارد. این ناحیه در استان فرغانه واقع شده‌است. اکثر باشندگان این ناحیه را تاجیک‌ها تشکیل می‌دهند. این ناحیه شامل مناطق سوخ،  رَوان، صاحبکار و هوشیار می‌شود.

## خصوصیات
ناحیهٔ سوخ ۲۲۰ کیلومترمربع مساحت و ۵۱٬۵۶۹ نفر جمعیت دارد.